# Zwitserland op de Olympische Winterspelen 1972
Tijdens de Olympische Winterspelen van 1972, die in Sapporo (Japan) werden gehouden, nam Zwitserland voor de elfde keer deel.

## Medailleoverzicht
| Sport          | Olympiër                                                 | Discipline            | Medaille |
| -------------- | -------------------------------------------------------- | --------------------- | -------- |
| Alpineskiën    | Bernhard Russi                                           | afdaling (m)          | Goud     |
| Alpineskiën    | Marie-Theres Nadig                                       | afdaling (v)          | Goud     |
| Alpineskiën    | Marie-Theres Nadig                                       | reuzenslalom (v)      | Goud     |
| Bobsleeën      | Jean Wicki Hans Leutenegger Werner Camichel Edy Hubacher | 4-mansbob (m)         | Goud     |
| Alpineskiën    | Edy Bruggmann                                            | reuzenslalom (m)      | Zilver   |
| Alpineskiën    | Roland Collombin                                         | afdaling (m)          | Zilver   |
| Schansspringen | Walter Steiner                                           | grote schans (m)      | Zilver   |
| Alpineskiën    | Werner Mattle                                            | reuzenslalom (m)      | Brons    |
| Bobsleeën      | Jean Wicki Edy Hubacher                                  | 2-mansbob (m)         | Brons    |
| Langlaufen     | Alfred Kälin Albert Giger Alois Kälin Eduard Hauser      | 4x10 km estafette (m) | Brons    |

## Deelnemers en resultaten

### Alpineskiën
| Olympiër              | Discipline       | Resultaat | Prestatie                       |
| --------------------- | ---------------- | --------- | ------------------------------- |
| Edy Bruggmann         | reuzenslalom (m) | Zilver    | 3.10,75 (+1,13) 1.33,43+1.37,32 |
| Edy Bruggmann         | slalom (m)       | 8e        | 1.52,03 (+2,76) 57,49+54,54     |
| Roland Collombin      | afdaling (m)     | Zilver    | 1.52,07 (+0,64)                 |
| Werner Mattle         | reuzenslalom (m) | Brons     | 3.10,99 (+1,37) 1.33,44+1.37,55 |
| Adolf Rösti           | reuzenslalom (m) | dq        | diskwalificatie                 |
| Adolf Rösti           | slalom (m)       | 15e       | 1.54,16 (+4,89) 58,08+56,08     |
| Bernhard Russi        | afdaling (m)     | Goud      | 1.51,43                         |
| Andreas Sprecher      | afdaling (m)     | 4e        | 1.53,11 (+1,68)                 |
| Andreas Sprecher      | slalom (m)       | dnf       | opgave                          |
| Walter Tresch         | afdaling (m)     | 6e        | 1.53,19 (+1,76)                 |
| Walter Tresch         | reuzenslalom (m) | 14e       | 3.14,75 (+5,13) 1.35,86+1.38,89 |
| Walter Tresch         | slalom (m)       | 13e       | 1.53,51 (+4,24) 57,90+55,61     |
| Rita Good             | reuzenslalom (v) | dq        | diskwalificatie                 |
| Rita Good             | slalom (v)       | dnf       | opgave                          |
| Marianne Hefti        | afdaling (v)     | 12e       | 1.40,38 (+3,70)                 |
| Marie-Theres Nadig    | afdaling (v)     | Goud      | 1.36,68                         |
| Marie-Theres Nadig    | reuzenslalom (v) | Goud      | 1.29,90                         |
| Marie-Theres Nadig    | slalom (v)       | dnf       | opgave                          |
| Silvia Stump          | afdaling (v)     | 18e       | 1.40,92 (+4,24)                 |
| Silvia Stump          | reuzenslalom (v) | dnf       | opgave                          |
| Silvia Stump          | slalom (v)       | dnf       | opgave                          |
| Bernadette Zurbriggen | afdaling (v)     | 7e        | 1.39,49 (+2,81)                 |
| Bernadette Zurbriggen | reuzenslalom (v) | 18e       | 1.34,17 (+4,27)                 |
| Bernadette Zurbriggen | slalom (v)       | dnf       | opgave                          |

### Bobsleeën
| Olympiër                                                 | Discipline                   | Resultaat | Prestatie                                               |
| -------------------------------------------------------- | ---------------------------- | --------- | ------------------------------------------------------- |
| Jean Wicki Edy Hubacher                                  | 2-mansbob (m) Zwitserland I  | Brons     | 4.59,33 (+2,26) (1.15,61 / 1.15,36 / 1.14,36 / 1.14,00) |
| Hans Candrian Heinz Schenker                             | 2-mansbob (m) Zwitserland II | 7e        | 5.01,44 (+4,37) (1.15,89 / 1.16,84 / 1.14,38 / 1.14,33) |
| Jean Wicki Hans Leutenegger Werner Camichel Edy Hubacher | 4-mansbob (m) Zwitserland I  | Goud      | 4.43,07 (1.10,71 / 1.11,44 / 1.10,21 / 1.10,71)         |
| Hans Candrian Erwin Juon Gaudenz Beeli Heinz Schenker    | 4-mansbob (m) Zwitserland II | 4e        | 4.44,56 (+1,49) (1.12,36 / 1.11,89 / 1.10,09 / 1.10,22) |

### Kunstrijden
| Olympiër         | Discipline | Resultaat | Prestatie               |
| ---------------- | ---------- | --------- | ----------------------- |
| Charlotte Walter | vrouwen    | 9e        | pc. 86,0; 2467,3 punten |

### Langlaufen
| Olympiër                                            | Discipline            | Resultaat | Prestatie                                                         |
| --------------------------------------------------- | --------------------- | --------- | ----------------------------------------------------------------- |
| Giuseppe Dermon                                     | 50 km (m)             | 26e       | 2:56.24,21 (+13.09,46)                                            |
| Werner Geeser                                       | 30 km (m)             | 41e       | 1:46.20,36 (+9.49,21)                                             |
| Werner Geeser                                       | 50 km (m)             | 6e        | 2:44.34,13 (+1.19,38)                                             |
| Albert Giger                                        | 15 km (m)             | 14e       | 46.38,36 (+1.10,12)                                               |
| Eduard Hauser                                       | 15 km (m)             | 11e       | 46.30,53 (+1.02,29)                                               |
| Eduard Hauser                                       | 30 km (m)             | 14e       | 1:40.14,98 (+3.43,83)                                             |
| Louis Jäggi                                         | 50 km (m)             | 23e       | 2:53.00,78 (+9.46,03)                                             |
| Alfred Kälin                                        | 30 km (m)             | 17e       | 1:41.35,34 (+5.04,19)                                             |
| Alois Kälin                                         | 15 km (m)             | 17e       | 46.50,31 (+1.22,07)                                               |
| Alois Kälin                                         | 30 km (m)             | 7e        | 1:38.40,72 (+2.09,57)                                             |
| Hansüli Kreuzer                                     | 15 km (m)             | 34e       | 48.55,37 (+3.27,13)                                               |
| Ulrich Wenger                                       | 50 km (m)             | 14e       | 2:49.35,35 (+6.20,60)                                             |
| Alfred Kälin Albert Giger Alois Kälin Eduard Hauser | 4x10 km estafette (m) | Brons     | 2:07.00,06 (+2.12,12) (31.54,76 / 31.40,14 / 31.13,11 / 32.12,05) |

### Schansspringen
| Olympiër           | Discipline         | Resultaat | Prestatie                                           |
| ------------------ | ------------------ | --------- | --------------------------------------------------- |
| Hans Schmid        | normale schans (m) | 22e       | 208,9 punten 106,6 p. (76,5 m) + 102,3 p. (73,5 m)  |
| Hans Schmid        | grote schans (m)   | 42e       | 156,4 punten 101,8 p. (94,5 m) + 54,6 p. (89,0 m)   |
| Walter Steiner     | normale schans (m) | 14e       | 217,4 punten 110,6 p. (79,0 m) + 106,8 p. (76,0 m)  |
| Walter Steiner     | grote schans (m)   | Zilver    | 219,8 punten 101,6 p. (94,0 m) + 118,2 p. (103,0 m) |
| Ernst von Grünigen | normale schans (m) | 16e       | 212,4 punten 109,5 p. (78,0 m) + 102,9 p. (74,5 m)  |
| Ernst von Grünigen | grote schans (m)   | 44e       | 153,0 punten 79,8 p. (82,0 m) + 73,2 p. (78,0 m)    |
| Josef Zehnder      | normale schans (m) | 28e       | 203,7 punten 105,8 p. (76,0 m) + 97,9 p. (72,0 m)   |
| Josef Zehnder      | grote schans (m)   | 22e       | 181,1 punten 97,0 p. (92,5 m) + 84,1 p. (84,0 m)    |

### IJshockey
| Olympiër | Discipline | Resultaat | Prestatie |
| --- | ---------- | --------- | --- |
| Gérard Rigolet Alfio Molina Marcel Sgualdo Charles Henzen Gaston Furrer René Huguenin Peter Aeschlimann René Berra Jacques Pousaz Heini Jenni Hans Keller Michel Türler Paul Probst Gérard Dubi Francis Reinhard Anton Neininger Guy Dubois Peter Lehmann | mannen     | 10e       | kwalificatieronde: 3 - 5 Zwitserland - Verenigde Staten B-groep (7e-11e plaats): 0 - 5 Zwitserland - Bondsrepubliek Duitsland 3 - 3 Zwitserland - Japan 3 - 3 Zwitserland - Joegoslavië 3 - 5 Zwitserland - Noorwegen |

Argentinië · Australië · België · Bondsrepubliek Duitsland · Bulgarije · Canada · Duitse Democratische Republiek · Filipijnen · Finland · Frankrijk · Griekenland · Groot-Brittannië · Hongarije · Iran · Italië · Japan · Joegoslavië · Libanon · Liechtenstein · Mongolië · Nederland · Nieuw-Zeeland · Noord-Korea · Noorwegen · Oostenrijk · Polen · Roemenië · Sovjet-Unie · Spanje · Taiwan · Tsjecho-Slowakije · Verenigde Staten · Zuid-Korea · Zweden · Zwitserland